# Hijrah
Hijrah is een bestuurslaag in het regentschap Sumbawa van de provincie West-Nusa Tenggara, Indonesië. Hijrah telt 2407 inwoners (volkstelling 2010).